# 百花潭公园
百花潭公园位于四川省成都市青羊区草堂街道芳邻路5号，西一环路内侧，南接芳邻路，东邻锦江，琴台路南端，与青羊宫隔江相望。园内主要有川派盆景园、磊园、慧园、百花园、湖池区、廊桥及桃花林等景区。2007年获评为成都市四星级公园。

## 发展历程
百花潭公园的前身为始建于1953年的成都市百花潭动物园，动物园在1976年搬迁至成都市北郊，即现在的成都动物园。同时原百花潭动物园开始改造，在1982年重新向市民开放，更名为百花潭公园。1983年初，成都市百花潭公园盆景园分“西苑”、“盆趣”两大园，又套诸小园，园内所用石材均为汶川七盘沟花岗石。

## 外部鏈結
- 百花潭公园官方网站[永久]